# Elena Berlato
Elena Berlato (Schio, província de Vicenza, 2 d'agost de 1988) és una ciclista italiana professional del 2008 al 2015.
El seu germà Giacomo també s'ha dedicat al ciclisme.